# Мила-и-Фонтанальс, Мануэль
Мануэль Мила-и-Фонтанальс (кат. Manuel Milà i Fontanals; 4 мая 1818, Вильяфранка-дель-Пенедес — 16 июля 1882, Барселона) — каталонский литературовед, писатель и филолог, один из активных участников движения за возрождение каталонской культуры во II половине XIX столетия.

## Жизнь и творчество
Первоначальное образование получил в Барселоне, затем — между 1838 и 1844 годами — учился в Париже. Вернувшись в Каталонию, в 1845 году он становится профессором философии и литературы Барселонского университета. В 1858 году учёного принимают в члены Королевской каталонской академии изящных искусств Сант-Жорди.
Мануэль Мила-и-Фонтанальс внёс большой вклад в изучение каталонской средневековой литературы и каталанского языка. Занимался унификацией орфографии каталанского языка, предложив в 1861 году определения для двух его основных ветвей — западнокаталанской и восточнокаталанской. Его перу принадлежит также ряд научных работ по литературной тематике, в том числе:
- De los trovadores en España (1861) — о поэзии испанских трубадуров
- De la poesia heroico-popular castellana (1874) — о средневековой героической поэзии Кастилии
- Resenya històrica i crítica dels antics poetes catalans — о средневековой каталонской поэзии
- Principios de Estética (1857—1869) — по вопросам художественной эстетики
- Romancerillo Catalán (1882) — о каталонских романсеро

В 1886—1896 годах, уже после смерти учёного, в Барселоне выходит полное собрание его сочинений в 8 томах (Obras Completas de D. Manuel Milá y Fontanals).